# Monte Ralo
Monte Ralo es una localidad de Argentina situada entre los departamentos de Santa María y Calamuchita en la provincia de Córdoba.
Se encuentra situada en el sur departamental, a 90 km de la Ciudad de Córdoba.

## Economía
La principal actividad económica de la localidad es la agricultura seguida por la ganadería. Existen en la localidad algunos establecimientos agrícolas como plantas de silos y plantas de elaboración de lácteos.
Una actividad económica que se inició recientemente en la localidad es la producción de cueros de rana, que se utiliza para fabricación de carteras y cintos.
La minería también tiene cierta relevancia.
En algunos de ellos se desarrollan montes ralos similares al de Sierra Mahoma, en tanto que otros están cubiertos de matorrales o chircales.
Este tipo de monte contiene algunas agrupaciones de árboles que apenas llegan a formar algunas espesuras, siendo mucho más generales las asociaciones de tres o cuatro especies o aún la presencia de árboles aislados.
Las especies arbóreas y arbustivas son casi siempre muy espinosas o muy leñosas, alcanzando alturas medias de 4 a 5 metros, llegando pocas veces a 10 o más metros. La característica más notable de estos montes es la alternancia de los árboles y arbustos con las zonas rocosas, e incluso el crecimiento de las especies leñosas en las hendiduras de los mismos.
La especie arbórea que alcanza mayor desarrollo en el mar de piedra es el canelón, por lo que, sin ser muy abundante, es la más aparente. Junto al canelón, pero cubriendo áreas más extensas y adoptando casi siempre la forma arbustiva, aparece el guayabo colorado.
Otras especies importantes son el blanquillo, palo de leche, molle, tala, tembetarí, tarumán, sombra de toro, chal chal, espina amarilla y congorosa.

## Población
Cuenta con 583 habitantes (Indec, 2022), lo que representa un incremento del 12,5% frente a los 518 habitantes (Indec, 2010) del censo anterior.
| Gráfica de evolución demográfica de Monte Ralo entre 1991 y 2022 |
|                                                                  |
| Fuente: Censos nacionales del INDEC                              |

## Sismicidad
La sismicidad de la región de Córdoba es frecuente y de intensidad baja, y un silencio sísmico de terremotos medios a graves cada 30 años en áreas aleatorias. Sus últimas expresiones se produjeron:
- 22 de septiembre de 1908 (116 años), a las 17.00 UTC-3, con 6,5 Richter, escala de Mercalli VII; ubicación 30°30′0″S 64°30′0″O / -30.50000, -64.50000; profundidad: 100 km; produjo daños en Deán Funes, Cruz del Eje y Soto, provincia de Córdoba, y en el sur de las provincias de Santiago del Estero, La Rioja y Catamarca[4]

- 16 de enero de 1947 (78 años), a las 2.37 UTC-3, con una magnitud aproximadamente de 5,5 en la escala de Richter (terremoto de Córdoba de 1947)[3]

- 28 de marzo de 1955 (70 años), a las 6.20 UTC-3 con 6,9 Richter: además de la gravedad física del fenómeno se unió el desconocimiento absoluto de la población a estos eventos recurrentes (terremoto de Villa Giardino de 1955)

- 7 de septiembre de 2004 (20 años), a las 8.53 UTC-3 con 4,1 Richter

- 25 de diciembre de 2009 (15 años), a las 21.42 UTC-3 con 4,0 Richter